# Criticonoma
Criticonoma is een geslacht van vlinders van de familie echte motten (Tineidae).

## Soorten
- C. aspergata Gozmány & Vári, 1973
- C. calligrapta Gozmány, 2004
- C. crassa Gozmány & Vári, 1973
- C. chelonaea Meyrick, 1910
- C. doliopis (Meyrick, 1932)
- C. episcardina (Gozmány, 1965)
- C. esoterica (Gozmány, 1966)
- C. flaveata (Gozmány, 1968)
- C. gypsocoma (Meyrick, 1931)
- C. phalacropis (Meyrick, 1915)
- C. spinulosa Gozmány, 1965